# Mayan (Band)
MaYaN ist eine niederländische Symphonic-Death-Metal-Band, die 2010 gegründet wurde.

## Bandgeschichte
Am 6. September 2013 veröffentlichte Nuclear Blast eine Presseerklärung, in der bestätigt wurde, dass Laura Macrì und Henning Basse, die als Gast- und Tourmitglieder für das erste Album tätig waren, zu Vollzeitmitgliedern geworden sind. 
Im Oktober 2013 verließ Isaac Delahaye Mayan, um sich anderen Projekten zu widmen. Am 16. Dezember kündigte die Band Merel Bechtold als Delahayes Nachfolgerin für die zwei anstehenden Release-Shows des neuen Albums Ende Januar 2014 an. 
Nach diesen Shows wurde sie zum festen Mitglied ernannt. Im Jahr 2015 verließ Rob van der Loo die Band, um sich auf Epica und ein neues Projekt zu konzentrieren. Roel Käller nahm seinen Platz als Bassist ein. Außerdem stieß George Oosthoek (Ex-Orphanage) als Growling-Sänger zur Band. 
Am 21. Juni 2017 wurde bekannt gegeben, dass Marcela Bovio, ehemalige Sängerin von Stream of Passion und seit 2013 regelmäßige Mitarbeiterin der Band, nun ein festes Mitglied ist. Sänger Henning Basse verließ die Band am 31. Juli 2018 unter Angabe von Terminkonflikten, blieb aber als wiederkehrender Gast in der Band. 
Adam Denlinger, der seit 2017 mit einer Band auf Tournee ist, wurde der neue Clean-Sänger. Am 27. Juli 2018 kündigte MaYaN das dritte Album „Dhyana“ an, das am 21. September 2018 veröffentlicht wurde. 
Am 16. Juli 2022 kündigte MaYaN ihre Show zum zehnjährigen Jubiläum an, die am 8. September 2022 in Eindhoven stattfinden wird.

## Diskografie

### Alben
| Jahr | Titel       | Höchstplatzierung, Gesamtwochen, AuszeichnungChartsChartplatzierungen (Jahr, Titel, Platzierungen, Wochen, Auszeichnungen, Anmerkungen) | Anmerkungen |
| Jahr | Titel       | NL | Anmerkungen |
| ---- | ----------- | --- | ----------- |
| 2011 | Quarterpast | — |             |
| 2014 | Antagonise  | NL63 (1 Wo.)NL |             |
| 2018 | Dhyana      | — |             |

### EPs
- 2018: Undercurrent
- 2019: Metal Night at the Opera